# Robin Weisman
Robin Weisman (14 de março de 1984) é uma ex-atriz mirim norte-americana. Ela não atua desde 1994.
Weisman ficou conhecida como a 'mocinha' Mary Bennington no filme Três Solteirões e uma Pequena Dama de 1990, com Tom Selleck, Steve Guttenberg  e Ted Danson. Ela também apareceu em Thunder in Paradise com Hulk Hogan. 
Weisman se formou em Estudos de Negócios na Universidade da Flórida. Ela se casou com seu amor de infância John Kabot em uma cerimônia judaica em 20 de dezembro de 2008. Eles vivem atualmente em Plantation, Florida, perto da cidade onde os Weisman moram, Fort Lauderdale. Robin Weisman Kabot atualmente trabalha com marketing.
Ela tem dois irmãos mais novos, um irmão, Alex e uma irmã, Brooke estudou teatro na Universidade Northwestern, em Chicago.